# Útok na synagogu v Halle

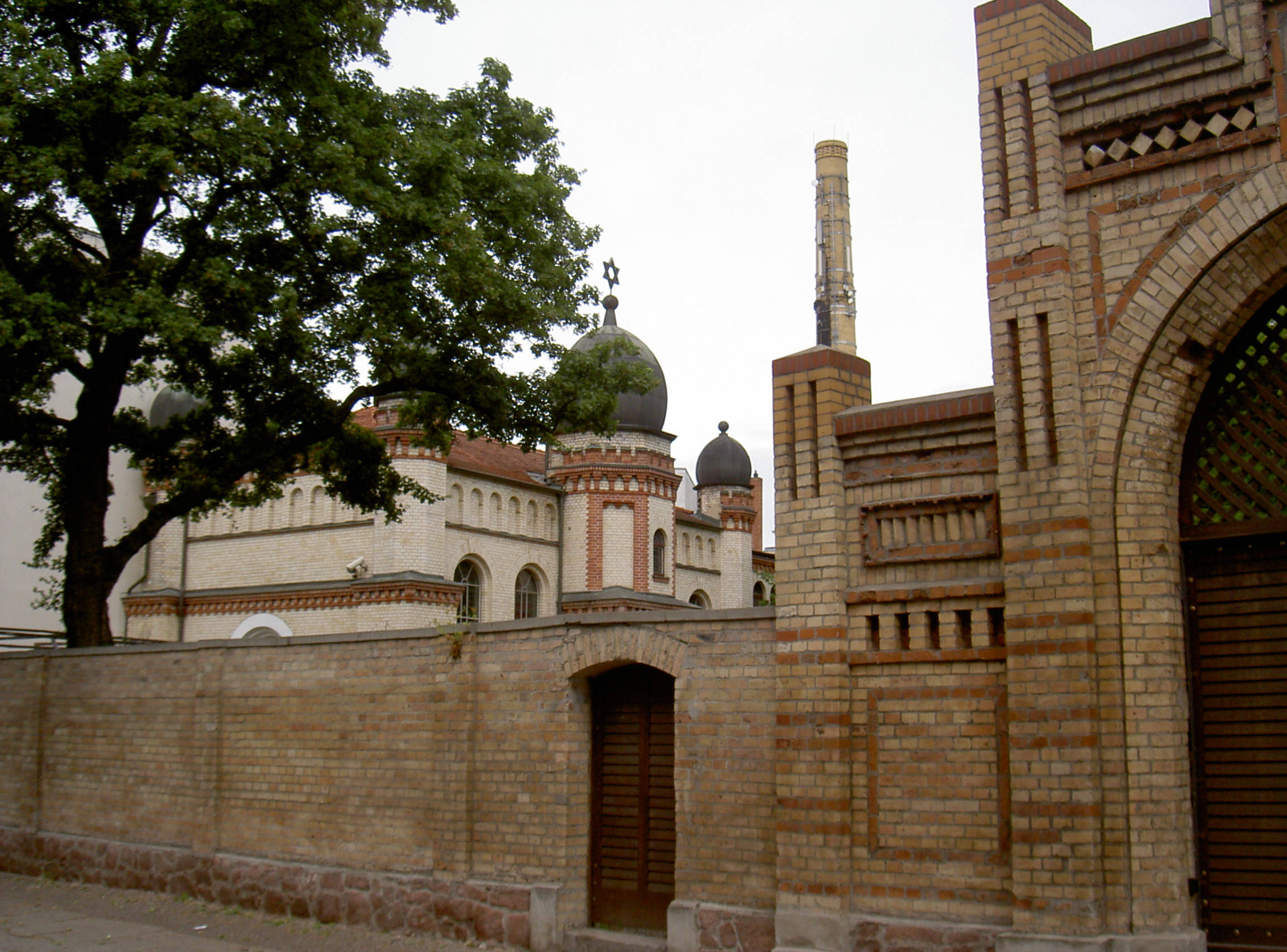
V pozadí vlevo synagoga v Halle, v popředí vstup na židovský hřbitov

Ve středu 9. října 2019 došlo k útoku na synagogu v Halle, městě ve východoněmecké spolkové zemi Sasko-Anhaltsko. Pachatelem antisemitského útoku byl 27letý Němec, pravicový extremista Stephan Balliet, oblečený do vojenského oblečení a vyzbrojený automatickou střelnou zbraní a výbušninami.
Primárním cílem útoku byla synagoga v Halle, kde si desítky věřících připomínaly židovský svátek Jom kipur (Den smíření). Díky bezpečnostním opatřením se mu nepodařilo proniknout dovnitř, zastřelil však náhodnou kolemjdoucí a odjel autem. Zastavil pak u bistra s kebabem a začal střílet do jeho hostů, z nichž jeden zemřel. Dále odjel do nedaleké vesnice Landsberg, kde chtěl vyměnit vozidlo z autopůjčovny za jiné, nepohodl se však se zaměstnanci autodílny, došlo k další střelbě a vážnému zranění jednoho ze zaměstnanců. Střelec dále prchal ve vyměněném voze k dálnici A9 na Mnichov a sjel na silnici B91. Ve Werschenu se srazil s kamionem a vzápětí byl zadržen policií.
Útočník svůj akt natáčel a streamoval na internetu. Média jej tak přirovnávala k obdobnému činu útočníka v novozélandském městě Christchurch, který v březnu téhož roku zastřelil v tamních mešitách 51 lidí. Týdeník Respekt uvedl, že ačkoli jsou pachateli osamocení jedinci, „spojuje je ideologie, víra v konspirační teorie a internetová extremistická fóra“.